# Ossian Sjövall
Kjell Gustaf Georg Ossian Sjövall, född den 5 april 1839 i Kristianstad, död den 16 september 1907 i Lund, var en svensk läkare. Han var bror till Hjalmar Sjövall, far till Sigurd och Birger Sjövall, farbror till Einar Sjövall samt farfar till Lennart Sjövall.
Sjövall blev student vid Lunds universitet 1856. Han avlade medicine kandidatexamen där 1861 och medicine licentiatexamen 1864.Sjövall var andre bataljonsläkare vid Vendes artilleriregemente 1864–1865, provinsialläkare i Hova distrikt, Skaraborgs län, 1865–1877 och i Anderslövs distrikt, Malmöhus län, 1877–1899. Han blev riddare av Vasaorden 1885. Sjövall vilar på Norra kyrkogården i Lund.